# Холм, Хенрик
Хенрик Холм (Henrik Holm) — норвежский актёр, получивший широкую известность благодаря роли в молодёжной драме «Skam».

## Биография
Холм родился в норвежском городе Тромсё 12 сентября 1995 года и проживал в этом городе до тех пор, пока семья не переехала в 1997 году в столицу Норвегии — Осло. Холм окончил среднюю школу «Uranienborg», где и начал творческий путь.
Талант молодого человека был замечен и отмечен, ведь он дважды принимал участие в ревю: в первый раз — как помощник, второй — как соавтор. Именно этот опыт и роль с сериале «Halvbroren» пробудили его интерес к искусству и повествованию. Летом 2015 года Хенрик отправился в США. В Нью-Йорке прошел интенсивные восьмимесячные курсы в актёрской школе «Maggie Flanigan Studio» и изучил Meisnerteknikken. В мае 2017 года подписал контракт с актёрским агентством в Дании «Panorama».

## Карьера
Сериал «Полубрат» стал начальной точкой карьеры Холма на телевидении. Первое появление Хенрика в роли пансексуала с биполярным расстройством на экранах телевизоров состоялось в 2013 году, во время премьеры сериала на канале «NRK». С 2016 года принимал участие в съёмках молодёжного сериала «Стыд».
Помимо продвижения по карьерной лестнице в сфере кинематографа, Хенрик трудится в ресторане «Ett Bord», владелицей которого является Сив — мама Холма. До декабря 2016 года он работал бариста в кафетерии «Kaffebrenneriet». С ноября по декабрь 2016 подрабатывал в ресторане мамы, а с января по апрель 2017 трудился там на полной ставке. На данный момент является моделью ведущего агентства Норвегии «Team Models».

## Личная жизнь
С 2016 по 2020 год Хольм встречался с Лией Майер, известной блогершей в социальной сети Instagram.
Помимо своего родного норвежского языка, Холм свободно владеет английским.